# ジュリア・マロック
ジュリア・マロック（Julia Mullock　Юуріяй Мялок、1928年3月18日 - 2017年11月26日）は、全州李氏第29代当主・李玖の事実上の妻（のち離婚）。生年には諸説あり。日本語表記にジュリア・ミューロック、ユーリー・ミャロックあり。

## 人物
1928年、アメリカペンシルベニア州にあるウクライナ系移民の家庭に生まれる。美術学校でインテリアデザインを学び、ニューヨークのマンハッタンにあるイオ・ミン・ペイの事務所に勤めているときに、マサチューセッツ工科大学建築学科を卒業して同じ事務所で働く歳下の李玖と出会い、交際を開始、1958年5月に婚約し、同年10月25日にニューヨークのセントジョージ・ウクレイニアン・カソリック教会（en:Saint George Ukrainian Catholic Church）で挙式した。李王家の戸籍に登録はないが、皇太子妃ジュリア・リーの称号を与えられ、生涯その名を使用した。
結婚後、夫の赴任地だったハワイに移住したが、1963年に夫の両親とともに韓国に移り住み、ソウルの昌徳宮楽善斎に住みながら、姑である李方子が経営する社会福祉法人『明暉園』の福祉事業をサポートした。
李玖は1971年、航空測量会社「新韓航空」を友人と立ち上げるが、同社は詐欺の標的となり1979年に倒産。以後、日本へ発った夫との仲が急激に悪化した。跡継ぎを産むことが出来なかったという理由で親族との確執を深めたこともあり、1982年に離婚した。
離婚後は、ソウルプラザホテルでケルト工芸店を運営するなどして障害者福祉事業に尽力していたが、1995年に再びハワイに移住。2000年には韓国を再訪し1カ月滞在したが、望んでいた元夫との再会は叶わなかった。
2005年4月、自分の生涯を題材にした映画の制作の為に訪韓した際に、李玖の訃報に接したが、葬儀には招かれなかった。2017年にハワイの病院で養女のジニ・リー（Eugenia Unsuk Lee、李恩淑、1959年生）に看取られ、老衰で死去した。